# 키자니아 부산
키자니아 부산(영어: KidZania Busan)은 부산광역시 해운대구 우제 2동 신세계 센텀시티몰 4~6층에 위치한 어린이 직업 체험 전문 시설이다. 또한 키자니아 부산은 2016년 4월 8일에 개장하였으며, 키자니아 부산의 운영은 MBC 플레이비가 담당하고 있다.

## 같이 보기
- 키자니아
- 키자니아 서울
- 키자니아 도쿄